# Radsportgemeinschaft Ansbach
Die Radsportgemeinschaft (RSG) Ansbach ist einer der größeren Radsportvereine in Bayern.
Bei der RSG wird Radsport in fünf Abteilungen betrieben, nämlich Straßenradrennen, Radtourenfahren, Radwandern, Mountainbike und Triathlon/Duathlon. Außerdem bietet die RSG Ansbach jährlich sportliche Veranstaltungen sowie einen Fahrradbasar für gebrauchte Fahrräder an.

## Geschichte
Am 30. Mai 1981 wurde die Radsportgemeinschaft in Ansbach von 12 Radsportinteressenten gegründet. Im ersten Jahr des Bestehens wurde ein Radrennen in Ansbach um die Stadtmeisterschaft veranstaltet, an der 144 Sportler teilnahmen. Im folgenden Jahr fand erstmals ein Volksradfahren statt, das mit rund 700 Teilnehmern gut angenommen wurde. Danach folgte die erste Radtourenfahrt „Durch den Naturpark Frankenhöhe“. Die reibungslose Ausrichtung bisheriger Radrennen durch die RSG Ansbach wurde 1987 vom Bayerischen Radsportverband durch die Vergabe der Nordbayerischen Straßenmeisterschaften honoriert.
1990 richtete der Verein wiederum die Nordbayerischen Meisterschaften aus. Im gleichen Jahr gründete er zusammen mit Fürth und Strullendorf das Rad-Bundesliga-Team „Franken“. Neben dem Volksradfahren haben sich der Ansbacher Triathlon, die Radtourenfahrt, Mountainbikerennen und ein Cross-Duathlon als RSG-Veranstaltungen etabliert. Nach der Gründung des Bundesliga-Teams „Bavaria“ im Jahr 1993, zusammen mit der RSG Augsburg und dem RC „Die Schwalben“ München, stellten sich die größten Erfolge der RSG Ansbach ein. Sie gewann die im Amateurbereich wichtigste Serie deutscher Radrennen (Bundesliga), wurde Deutscher Meister im Vierer-Mannschaftszeitfahren und hatte den 3. Deutschen Meister im Einer-Straßenfahren in ihren Reihen. 1994 wurde Jörg Jaksche Deutscher Meister im Einer-Straßenrennen der Junioren, nachdem er im Vorjahr bereits Vize-Weltmeister dieser Klasse geworden war. Die Bundesliga-Mannschaft verteidigte ihre Vorjahressiege in der Bundesligagesamtwertung ebenso wie den Titel im Vierer.
Um die Sportler auch vor heimischen Publikum starten lassen zu können, veranstaltete die RSG das erste Ansbacher Altstadt-Kriterium. 1995 war Ansbach erster Etappenort der Internationalen Bayernrundfahrt der Radprofis. RSGler waren vor allem in den Aufbau der Infrastruktur mit eingebunden. 1997 waren dann Stars der Profiradsportszene in Ansbach zu Gast. Mit der RC Germania Weißenburg organisierte man zwei Kriterien in den beiden Städten, wobei Erik Zabel das Rennen in Weißenburg gewann.
Ebenfalls mit den Weißenburgern richtete der Verein 1998 den „Fränkischen Seenland-Cup“ aus, der aus drei Rundstreckenrennen bestand. Unter anderem waren die Profi-Teams Telekom, Mapei und Nürnberger am Start.
Im Jahr 2000 machte die Deutschland Tour Station in Ansbach; 2001 kam die Bayernrundfahrt nach Ansbach. Beide Male gewann Erik Zabel die Etappen in Ansbach. Den Tagesstop der Bayernrundfahrt nutzte die RSG Ansbach, um Nachwuchsradrennen auf der Zielgeraden zu veranstalten. Das bisher letzte große Radrennen, das in Ansbach verweilte, war 2003 nochmal die Deutschland-Tour. Auch bei diesen Etappenrennen wurden RSGler mit anderen Vereinen zu Aufbau- und Unterstützungsarbeiten der jeweiligen Veranstalter eingesetzt.

## Sportler
- Jörg Jaksche bestritt für die RSG Ansbach seine ersten Rennen, wurde Militärweltmeister und bekam seinen ersten Profivertrag beim Team Polti, später war er auch beim Team Telekom und bei ONCE (Radsportteam)
- Sebastian Köcker, Nachwuchssportler, wechselte als Amateur vom Verein bike sport ansbach zur RSG und stieg in seinem ersten U23-Jahr durch entsprechende Erfolge in die höchste Amateur-Liga A-Klasse auf. In der Saison 2008 war er beim MLP-Radteam unter Vertrag.
- Stefan Schwager errang als Jugendfahrer und Junior zahlreiche Siege und auch Bayerische (Vize-)Meistertitel; regelmäßig startete er für bayerische Bundesligamannschaften
- Manuel Porzner löste im Jahr 2006 erstmals eine Rennlizenz in der Klasse U11. Im Jahr 2007 zeichnete sich sein Talent schon ab. In den folgenden Jahren entwickelte er sich stets weiter. Im Jahr 2010 erwies sich, dass er zu den besten Fahrern der Klasse U15 gehört. In Bundenthal wurde er am 19. Juni 2010 bei den Deutschen Meisterschaften im Einer-Straßenfahren Zweiter.
- Marco Brenner wechselte im Jahr 2016 von Augsburg nach Ansbach und dominierte in seiner Zeit als Schüler-, Jugend- und Juniorenfahrer die nationale Konkurrenz nach Belieben. Er wechselte direkt von der U19 in die UCI World Tour.
- Ricarda Bauernfeind wechselte im Jahr 2014 von der RC Germania Weißenburg nach Ansbach. In den Folgejahren fuhr sie für die RSG reihenweise Siege und Podestplätze bei Landesverbands- und Deutschen Meisterschaften (Nachwuchs) auf der Straße und Bahn ein.[1] Sie schaffte darauf aufbauend den Sprung in den Profisport und gewann im Jahr 2023 eine Etappe der Tour de France der Frauen.

## Jährliche Veranstaltungen
- Fahrradbasar
- Radtourenfahrt „durch das romantische Franken“.
- Volksradfahren, fand 2007 zum 25. Mal statt. Danach wurde die Veranstaltung mangels ausreichender Beteiligung eingestellt.
- Kriterium „Rund um's Brücken-Center Ansbach“, Radrennen auf einem 900 Meter langen Rundkurs.
- Kriterium in Ansbach-Eyb als Nachfolgeveranstaltung von "Rund um's Brücken-Center."
- Vereinsmeisterschaft
- diverse gesellige Veranstaltungen wie Grillfest, Saisonabschlussfahrt, Jahresabschlussfeier